# Anthony FitzClarence, 7. Earl of Munster

Wappen der Earls of Munster

Anthony Charles FitzClarence, 7. Earl of Munster, FRSA (* 21. März 1926; † 30. Dezember 2000) war ein britischer Peer.
Er war der letzte Earl of Munster und der letzte männliche Nachkomme von König William IV. und seiner Mätresse Dorothea Jordan (geborene Bland).

## Leben
Er war der einzige Sohn von Edward FitzClarence (1899–1983) und Monica Grayson († 1958). Er hatte eine jüngere Schwester, Mary (1928–1971). Sein Vater erbte 1975, nach dem Tod seines Cousins zwei Grades, Geoffrey FitzClarence, 5. Earl of Munster, dessen Adelstitel als 6. Earl of Munster. Anthony führte als dessen Heir apparent fortan den Höflichkeitstitel Viscount FitzClarence.
Anthony besuchte die St Edward’s School in Oxford und danach eine Privatschule in der Schweiz. Er meldete sich 1942 mit 16 Jahren freiwillig zur Royal Navy um für den Rest des Zweiten Weltkrieges auf dem Flugzeugträger Illustrious zu dienen. Er wurde im Kampf verwundet und war im Mittelmeer und im Fernen Osten im Einsatz.
Er sprach fließend Französisch. Er schied 1947 aus gesundheitlichen Gründen aus der Navy aus.
Danach begann er eine Ausbildung an der Central School of Arts and Crafts in London und wurde 1950 Grafikdesigner. Ab 1957 arbeitete er für die Daily Mirror-Gruppe und ab 1966 für die Werbeabteilung der Sun, bevor sie von Rupert Murdoch übernommen wurde.
Als er 1969 entlassen wurde, arbeitete er ein Jahrzehnt als freiberuflicher Grafiker. 1979 wurde er kurzzeitig Verpächter eines Pubs in Haslemere, Surrey. Anschließend arbeitete er bei Burrell Collection in Glasgow als Glasmaler.
Da er sich Kenntnisse in heraldischer Glasgravur angeeignet hatte, wurde ihm die Gestaltung eines Teils der Burell-Sammlung übergeben.
Nach der Eröffnung der Burrell Collection 1983 verließ er diese und arbeitete dann bei Chapel Studio, einer führenden Firma für Glasmalerei und Restauration. Zuletzt baute er ein digitales Archiv mit Fotografien von Glasmalereien auf.
Am 15. November 1983 erbte er beim Tod seines Vaters dessen Adelstitel als 7. Earl of Munster mit den nachgeordneten Titeln 7. Viscount FitzClarence und 7. Baron Tewkesbury. Mit den Titeln war damals ein Sitz im House of Lords verbundenen. Im Parlament saß er zunächst auf Seiten der Crossbencher, wechselte dann aber zur Conservative Party. Durch den House of Lords Act verlor er 1999 seinen erblichen Parlamentssitz. Im Hansard sind keine Parlamentsreden von ihm verzeichnet. Er war vor allem an Museumsfinanzierung, Verteilungsangelegenheiten und Osteoporose interessiert. Viele Jahre lang war er Mitglied des Yachtclubs des House of Lords und trat gegen das House of Commons an. 1987 wurde er Fellow der Royal Society of Arts.

## Ehen und Nachkommen
Am 28. Juli 1949 heiratete FitzClarence seine erste Frau Louise Margaret Diane Delvigne. Mit ihr hatte er zwei Töchter, bevor die Ehe 1966 geschieden wurde.
- Lady Tara Francesca FitzClarence (* 6. August 1952), ehemalige Directorin von Sotheby’s, ⚭ 1979 Ross Jean Heffler.
- Lady Finola Dominique FitzClarence (* 6. Dezember 1953), ⚭ 1981 Jonathan Terence Poynton.

Am 18. Juni 1966 heiratete FitzClarence seine zweite Frau Pamela Margaret Spooner. Sie hatten zwei Töchter und die Scheidung erfolgte 1979:
- Oonagh Sarah Lawrence Mills (* 1964, sie wurde vor der Eheschließung ihrer Eltern und von John und Roewen Lawrence Mills adoptiert), ⚭ 1987 Raymond Burt.
- Lady Georgina FitzClarence (* 1966).

1979 heiratete er seine dritte Frau Dorothy Alexa Maxwell († 13. Juni 1995). Sie hatten keine Kinder.
Am 3. Mai 1997 heiratete er seine vierte Frau Halina Winska. Sie hatten keine Kinder.
Da er keine männlichen Nachkommen hatte, erloschen seine Adelstitel bei seinem Tod am 30. Dezember 2000.